# Opheim
Opheim és una població dels Estats Units a l'estat de Montana. Segons el cens del 2000 tenia 111 habitants.

## Demografia
Segons el cens del 2000, Opheim tenia 111 habitants, 56 habitatges, i 31 famílies. La densitat de població era de 194,8 habitants per km².
Dels 56 habitatges en un 21,4% hi vivien nens de menys de 18 anys, en un 44,6% hi vivien parelles casades, en un 10,7% dones solteres, i en un 42,9% no eren unitats familiars. En el 41,1% dels habitatges hi vivien persones soles el 23,2% de les quals corresponia a persones de 65 anys o més que vivien soles. El nombre mitjà de persones vivint en cada habitatge era d'1,98 i el nombre mitjà de persones que vivien en cada família era de 2,63.
Per edats la població es repartia de la següent manera: un 17,1% tenia menys de 18 anys, un 3,6% entre 18 i 24, un 20,7% entre 25 i 44, un 27% de 45 a 60 i un 31,5% 65 anys o més.
L'edat mediana era de 50 anys. Per cada 100 dones de 18 o més anys hi havia 100 homes.
La renda mediana per habitatge era de 24.583 $ i la renda mediana per família de 36.563 $. Els homes tenien una renda mediana de 38.333 $ mentre que les dones 25.625 $. La renda per capita de la població era de 24.680 $. Aproximadament el 7,2% de les famílies i el 7,2% de la població estaven per davall del llindar de pobresa.

## Poblacions més properes
El següent diagrama mostra les poblacions més properes.